# Nova Scotia Men’s Provincial Championship
Nova Scotia Men’s Provincial Championship – prowincjonalne mistrzostwa mężczyzn Nowej Szkocji w curlingu, zwycięzca występuje jako reprezentacja prowincji na the Brier. Zawody rozgrywane są od 1927.

## Nazwa turnieju
- Johnson Cup: 1927-1939
- British Consols: 1940-1979
- the Labatt Tankard
- Keith’s Tankard
- Molson Scotia Cup: 2009
- Nova Scotia Men’s Molson Provincial Championship: 2010-2014
- Clearwater Nova Scotia Men’s Provincial Championship: od 2015

## Mistrzowie Nowej Szkocji
| Rok  | Miasto, klub                            | Czwarty             | Trzeci              | Drugi             | Otwierający       | Pozycja na the Brier |
| ---- | --------------------------------------- | ------------------- | ------------------- | ----------------- | ----------------- | -------------------- |
| 1927 | Halifax, Halifax Curling Club           | Murray Macneill     | J.A. MacInnes       | Cliff Torey       | Jim Donahue       |                      |
| 1928 | Sydney, Sydney Curling Club             | S.H. Stevenson      | Hugh Ross           | W.D. MacKay       | L.B. Lynch        | 7.                   |
| 1929 | Halifax, Halifax Curling Club           | H.S. Silver         | J.A. MacInnes       | Jim Donahue       | L.E. Sievert      |                      |
| 1930 | Halifax, Halifax Curling Club           | Murray Macneill     | J.A. MacInnes       | Jim Donahue       | J.M. Murphy       |                      |
| 1931 | Halifax, Mayflower Curling Club         | H.M. MacLeod        | Charles Durant      | J.R. Murray       | H.W. Gates        | 10.                  |
| 1932 | Halifax, Halifax Curling Club           | Murray Macneill     | Cliff Torey         | Jim Donahue       | F.O. Robertson    |                      |
| 1933 | New Glasgow, Bluenose Curling Club      | J.A. Cunningham     | Henry MacCulloch    | J.R. Murray       | Harry Sutherland  | 7.                   |
| 1934 | Windsor, Windsor Curling Club           | Harold Anslow       | Logan Smith         | Everett Knowles   | Dr. Karl Dimock   | 8.                   |
| 1935 | Halifax, Mayflower Curling Club         | Charles Durant      | H.M. MacLeod        | Cyril Burke       | Frank Arthur      |                      |
| 1936 | Halifax, Halifax Curling Club           | Murray Macneill     | J.R. Murphy         | Charles Burchell  | A.L. Harrington   | 9.                   |
| 1937 | Truro, Truro Curling Club               | Hugh Ferguson       | Dr. Vic Crowe       | Charles Cox       | George Thomas     |                      |
| 1938 | Halifax, Mayflower Curling Club         | Charles Durant      | Frank Arthur        | John Wood         | Ned Sim           |                      |
| 1939 | Halifax, Mayflower Curling Club         | Charles Durant      | Frank Arthur        | John Wood         | L.H. Norman       | 7.                   |
| 1940 | Bridgewater, Bridgewater Curling Club   | S.S. Rafuse         | J.I. Hebb           | W.P. Bickle       | Frank Cook        |                      |
| 1941 | Dartmouth, Dartmouth Curling Club       | F.W. Heath          | D. Campbell         | L. Anderson       | L.D. Hopkins      | 7.                   |
| 1942 | Bridgewater, Bridgewater Curling Club   | J.I. Hebb           | H.W. Rafuse         | W.P. Bickle       | Frank Cook        | 9.                   |
| 1943 | Dartmouth, Dartmouth Curling Club       | L.D. Hopkins        | F.W. Heath          | J.L Boyer         | R.G. Bond         | –                    |
| 1944 | Halifax, Halifax Curling Club           | Gerry Glintz        | G.A. Hawkins        | J.A. Snow         | H.A. Williams     | –                    |
| 1945 | Halifax, Halifax Curling Club           | Gerry Glintz        | G.K. MacIntosh      | J.A. Snow         | H.A. Williams     | –                    |
| 1946 | Halifax, Halifax Curling Club           | G.K MacIntosh       | J.A. Snow           | W.S. Cleveland    | H.A. Williams     |                      |
| 1947 | Halifax, Mayflower Curling Club         | R.J. Flynn          | Harold Lenaghan     | Reg Piercy        | W.L. Ward         |                      |
| 1948 | Sydney, Sydney Curling Club             | Gerry Glintz        | Mike Vallis         | Parker Rudderham  | Stewart MacVicar  |                      |
| 1949 | Halifax, Halifax Curling Club           | Horace Webb         | U.L. Harrington     | W.S. Cleveland    | E.J. Sievart      |                      |
| 1950 | Bridgewater, Bridgewater Curling Club   | Barney Haines       | Eric Joudrey        | Ralph Simmons     | Lee Rhodenizer    | 7.                   |
| 1951 | Kentville, Glooscap Curling Club        | Don Oyler           | George Hanson       | Fred Dyke         | Wally Knock       |                      |
| 1952 | Truro, Truro Curling Club               | Henry Blanchard     | Avard Mann          | Ted Henry         | Larry Hatfield    |                      |
| 1953 | Bridgewater, Bridgewater Curling Club   | Barney Haines       | Ralph Simmons       | W.P. Richardson   | Lee Rhodenizer    | 7.                   |
| 1954 | Halifax, Mayflower Curling Club         | Reg Piercy          | Wes Burge           | Charlie Piper Sr. | Bill Peters       |                      |
| 1955 | Truro, Truro Curling Club               | Gerry Glintz        | Avard Mann          | Frank Hoare       | Ted Henry         | 6.                   |
| 1956 | Truro, Truro Curling Club               | Gerry Glintz        | Avard Mann          | Frank Hoare       | Ted Henry         | 4.                   |
| 1957 | Bridgewater, Bridgewater Curling Club   | Ralph Simmons       | W.P. Richardson     | R.H. Rafuse       | I.W. Rhodenizer   |                      |
| 1958 | Halifax, Halifax Curling Club           | N.S.D. Bauld        | H.E. Spencer        | A.C. Cole         | D. Sullivan       |                      |
| 1959 | Amherst, Amherst Curling Club           | Art Forbes          | M. Darragh          | L. Carter         | S. Chabasol       |                      |
| 1960 | Kentville, Glooscap Curling Club        | Ian Baird           | George Hanson       | R. Mann           | D. Smith          |                      |
| 1961 | Dartmouth, Dartmouth Curling Club       | Jim Florian         | Peter Hope          | Ken Bell          | Don Stanhope      |                      |
| 1962 | Dartmouth, Dartmouth Curling Club       | Jim Florian         | Peter Hope          | Ken Bell          | Don Stanhope      |                      |
| 1963 | Kentville, Glooscap Curling Club        | Ian Baird           | Don Campbell        | D. Smith          | Moe Kennie        | 7.                   |
| 1964 | Kentville, Glooscap Curling Club        | Ian Baird           | Don Campbell        | D. Smith          | Moe Kennie        |                      |
| 1965 | Halifax, Mayflower Curling Club         | Ron Franklyn        | Peter Corkum        | John Hawkins      | Laddy Farquhar    |                      |
| 1966 | Halifax, Halifax Curling Club           | Vic Snarr           | Ken Bell            | Don Green         | Bob Cunningham    |                      |
| 1967 | Halifax, Mayflower Curling Club         | Ron Franklyn        | Peter Corkum        | John Oyler        | John Hawkins      |                      |
| 1968 | Halifax, Mayflower Curling Club         | Don Flemming        | Charlie Piper Jr.   | Greg Jeans        | Dave Conrad       |                      |
| 1969 | Dartmouth, Dartmouth Curling Club       | Peter Hope          | Eugene Mattatall    | Bob Margeson      | Reg Beaver        |                      |
| 1970 | Halifax, Mayflower Curling Club         | Ron Franklin        | Peter Corkum        | Stu Cameron       | Nick Oxner        |                      |
| 1971 | Truro, Truro Curling Club               | Frank Hoare         | Doug Carter         | J.M. Sanford      | Don Fulton        |                      |
| 1972 | Halifax, Halifax Curling Club           | Barry Shearer       | Ken Langille        | Ed Morgan         | Robin Wilber      | 11.                  |
| 1973 | Dartmouth, Dartmouth Curling Club       | Peter Hope          | Jim Florian         | Eugene Mattatall  | Bob Margeson      |                      |
| 1974 | Halifax, Halifax Curling Club           | Barry Shearer       | Ken Langille        | Tom Fetterly      | Robert Little     |                      |
| 1975 | Dartmouth, Dartmouth Curling Club       | Dick Boyce          | Bob Margeson        | Mike Currie       | Peter Comstock    |                      |
| 1976 | Halifax, Mayflower Curling Club         | Alf Romain          | Doug Arnold         | Stu Cameron       | Guy LaRocque      | 9.                   |
| 1977 | Halifax, CFB Halifax Curling Club       | Bob Fitzner         | Bruce MacArthur     | John McBain       | Terry Aho         |                      |
| 1978 | Dartmouth, Dartmouth Curling Club       | Alan Darragh        | Peter MacPhee       | Mike Currie       | Lowell Goulden    |                      |
| 1979 | Dartmouth, Dartmouth Curling Club       | Alan Darragh        | Peter MacPhee       | Mike Currie       | Dave Durrant      | 9.                   |
| 1980 | Dartmouth, Dartmouth Curling Club       | Peter Hope          | Peter MacPhee       | Gary Clarke       | Don MacLeod       | 12.                  |
| 1981 | Dartmouth, Dartmouth Curling Club       | Alan Darragh        | Tom Fetterly        | Mike Currie       | Brent Cotter      | 12.                  |
| 1982 | Dartmouth, Dartmouth Curling Club       | Lowell Goulden      | Peter MacPhee       | Bruce MacArthur   | Dave Wallace      | 7.                   |
| 1983 | Halifax, Mayflower Curling Club         | Steve Ogden         | Jack Robar          | Bob MacDonald     | Andy Dauphinee    | 4.                   |
| 1984 | New Glasgow, Bluenose Curling Club      | Ragnar Kamp         | Vic Langille        | Rod McCarron      | Haylett Clarke    | 8.                   |
| 1985 | Dartmouth, Dartmouth Curling Club       | Tom Hakansson       | Peter MacPhee       | Stuart MacLean    | Dave Wallace      | 8.                   |
| 1986 | Halifax, Mayflower Curling Club         | Bill Campbell       | Guy LaRocque        | Mike Wilson       | Don Sweete        | 11.                  |
| 1987 | Stellarton, Stellar Curling Club        | Ted Hennigar        | Max Rastelli        | Chris Fulton      | Greg Hilliard     | 11.                  |
| 1988 | Dartmouth, Dartmouth Curling Club       | Thomas Hakansson    | Stuart MacLean      | Bill Robinson     | Dave Wallace      | 5.                   |
| 1989 | Truro, Truro Curling Club               | Ragnar Kamp         | Bruce Lohnes        | Rod McCarron      | Peter Neily       | 6.                   |
| 1990 | Dartmouth, Dartmouth Curling Club       | Alan Darragh        | Peter MacPhee       | Dave Wallace      | Brad McCaughan    | 5.                   |
| 1991 | Halifax, Halifax Curling Club           | Dan Bentley         | Jim Walsh           | Darren Bentley    | George Xidos      | 8.                   |
| 1992 | Halifax, CFB Halifax Curling Club       | Dave Jones          | Bruce Lohnes        | Jeffrey Henderson | Vance LeCocq      | 12.                  |
| 1993 | Dartmouth, Dartmouth Curling Club       | Alan O’Leary        | Bob LeClair         | Steve Johnston    | Steve Piggott     | 12.                  |
| 1994 | Dartmouth, Dartmouth Curling Club       | Alan O’Leary        | Jim Walsh           | Steve Johnston    | Steve Piggott     | 10.                  |
| 1995 | Truro, Truro Curling Club               | Bruce Lohnes        | Craig Burgess       | Chuck Patriquin   | Dave Clarke       | 8.                   |
| 1996 | Bridgewater, Bridgewater Curling Club   | Brian Rafuse        | Curt Palmer         | Dave Slaunwhite   | Glenn Josephson   | 7.                   |
| 1997 | Dartmouth, Dartmouth Curling Club       | Lowell Goulden      | Bill Robinson       | Georg Ernst       | Kris MacLeod      | 8.                   |
| 1998 | Halifax, Mayflower Curling Club         | Paul Flemming       | Glen MacLeod        | Andy Dauphinee    | Tom Fetterly      | 8.                   |
| 1999 | Halifax, Mayflower Curling Club         | Paul Flemming       | Blaine Iskew        | Andy Dauphinee    | Tom Fetterly      | 5.                   |
| 2000 | Bridgewater, Bridgewater Curling Club   | Shawn Adams         | Jeff Hopkins        | Ben Blanchard     | Jason Blanchard   | 10.                  |
| 2001 | Halifax, Mayflower Curling Club         | Mark Dacey          | Paul Flemming       | Blaine Iskew      | Tom Fetterly      | 5.                   |
| 2002 | Bridgewater, Bridgewater Curling Club   | Shawn Adams         | Craig Burgess       | Jeff Hopkins      | Ben Blanchard     | 5.                   |
| 2003 | Halifax, Mayflower Curling Club         | Mark Dacey          | Bruce Lohnes        | Rob Harris        | Andrew Gibson     |                      |
| 2004 | Halifax, Mayflower Curling Club         | Mark Dacey          | Bruce Lohnes        | Rob Harris        | Andrew Gibson     |                      |
| 2005 | Halifax, Mayflower Curling Club         | Sean Adams          | Paul Flemming       | Craig Burgess     | Kelly Middlestadt |                      |
| 2006 | Halifax, Mayflower Curling Club         | Mark Dacey          | Bruce Lohnes        | Rob Harris        | Andrew Gibson     |                      |
| 2007 | Windsor, Windsor Curling Club           | Mark Kehoe          | Curt Palmer         | Doug Bryant       | Richard Barker    | 11.                  |
| 2008 | Bridgewater, Bridgewater Curling Club   | Brian Rafuse        | Curt Palmer         | Alan Darragh      | Dave Slauenwhite  | 10.                  |
| 2009 | Halifax, Mayflower Curling Club         | Mark Dacey          | Bruce Lohnes        | Andrew Gibson     | Kris Granchelli   | 10.                  |
| 2010 | Halifax, Mayflower Curling Club         | Ian Fitzner-LeBlanc | Stuart MacLean      | Kent Smith        | Philip Crowell    | 10.                  |
| 2011 | Halifax, Mayflower Curling Club         | Shawn Adams         | Paul Flemming       | Andrew Gibson     | Kelly Mittelstadt | 6.                   |
| 2012 | Halifax, CFB Halifax Curling Club       | Jamie Murphy        | Jordan Pinder       | Mike Bardsley     | Donald McDermaid  | 10.                  |
| 2013 | Lower Sackville, Lakeshore Curling Club | Paul Flemming       | Ian Fitzner-LeBlanc | Graham Breckon    | Kelly Mittelstadt | 11.                  |
| 2014 | Lower Sackville, Lakeshore Curling Club | Jamie Murphy        | Jordan Pinder       | Mike Bardsley     | Donald McDermaid  | 12.                  |
| 2015 | Halifax, Mayflower Curling Club         | Peter Burgess       | Glen MacLeod (skip) | Colten Steele     | Robbie McLean     | 15.                  |

## Reprezentacja Nowej Szkocji na the Brier i mistrzostwach świata
Zespoły z Nowej Szkocji trzykrotnie wygrywały mistrzostwa kraju, trzy razy zdobywały srebrne medale a 6 razy plasowały się na 3. miejscu. Reprezentacja prowincji wygrała pierwsze zawody the Brier rozegrane w 1927. Kolejny triumf nadszedł w 1951, trzeci i ostatni został zdobyty po ponad 50 latach – w 2004.
W Mistrzostwach Świata 2004 zespół Marka Daceya zdobył brązowy medal pokonując w małym finale Norwegów (Pål Trulsen).